# Edlington
Edlington est une ville et une paroisse civile du Yorkshire du Sud, en Angleterre.